# Anthony Obodai
Anthony Obodai (Acra, Ghana; 6 de agosto de 1982) es un futbolista ghanés. Juega como mediocampista y su equipo actual es el RKC Waalwijk de la Eredivisie neerlandesa.

## Carrera
Da sus primeros pasos en el club local S.C. Adelaide y Liberty Professionals. En el año 2001 firmó por el AFC Ajax y en 2004 hace su debut profesional en liga en el club belga Germinal Beerschot a préstamo. En 2005 es llevado al Sparta Rotterdam donde  se hizo capitán.En 2007 firma por el RKC Waalwijk el 30 de enero de 2007,en el que juega actualmente.

## Selección nacional
Ha jugado en la Selección de Ghana Sub-17 en la Copa Mundial de Fútbol Sub-17 de 1999 y para la Sub-20 en 2001. Desde 2004 ha aparecido en 3 ocasiones para su selección mayor.

## Clubes
| Club               | País         | Año       |
| ------------------ | ------------ | --------- |
| Ajax Ámsterdam     | Países Bajos | 2001-2005 |
| Germinal Beerschot | Países Bajos | 2002-2003 |
| Sparta Rotterdam   | Países Bajos | 2005-2007 |
| RKC Waalwijk       | Países Bajos | 2007-     |

- Datos: Q2620335
- Multimedia: Anthony Obodai / Q2620335